# Большевязёмский сельский округ
Большевязёмский сельский округ — упразднённая административно-территориальная единица, существовавшая на территории Одинцовского района Московской области в 1994—2006 годах.
Большевязёмский сельсовет был образован в первые годы советской власти. По данным 1919 года он входил в состав Перхушковской волости Звенигородского уезда Московской губернии.
В 1924 году к Большевязёмскому с/с был присоединён Захаровский с/с, но уже в 1926 году он был выделен обратно.
В 1926 году Большевязёмский с/с включал село Большие Вязёмы, а также совхоз Вязёмы, 3 хутора и посёлок Ямщина.
В 1929 году Большевязёмский сельсовет вошёл в состав Звенигородского района Московского округа Московской области.
17 июля 1939 года к Большевязёмскому с/с был присоединён Маловязёмский сельсовет (селение Малые Вязёмы)
7 декабря 1957 года Звенигородский район был упразднён и Большевязёмский с/с был передан в Кунцевский район.
28 июля 1960 года в связи с упразднением Кунцевского района Большевязёмский с/с был передан в восстановленный Звенигородский район.
1 февраля 1963 года Звенигородский район был упразднён и Большевязёмский с/с вошёл в Звенигородский сельский район. 11 января 1965 года Большевязёмский с/с был передан в новый Одинцовский район.
10 марта 1975 года часть селения Большие Вязёмы (с севера ограниченная Можайским шоссе, с запада — железной дорогой Голицыно — Звенигород, с востока — рекой Каплинка) была передана в черту рабочего посёлка Голицыно.
22 августа 1979 года в Большевязёмском с/с было упразднено селение Емельяновка.
3 февраля 1994 года Большевязёмский с/с был преобразован в Большевязёмский сельский округ.
9 августа 2004 года в Большевязёмском с/о посёлок Городок-17 и село Большие Вязёмы были объединены в рабочий посёлок Большие Вязёмы. Одновременно посёлки Горловка и Ямщина были преобразованы в деревни.
В ходе муниципальной реформы 2004—2005 годов Большевязёмский сельский округ прекратил своё существование как муниципальная единица. При этом все его населённые пункты были переданы в городское поселение Большие Вязёмы.
29 ноября 2006 года Большевязёмский сельский округ исключён из учётных данных административно-территориальных и территориальных единиц Московской области.